# Andrés Cristo
Andrés Cristo Bustos (Cúcuta, 14 de enero de 1971) es un político y abogado colombiano, miembro del Partido Liberal.
Fue electo Senador de la República de Colombia para el periodo 2018-2022 y 2014-2018

## Biografía
Es hijo de María Eugenia Bustos de Cristo y del dirigente Jorge Cristo Sahium, asesinado en 1997. Es abogado de la Universidad Externado de Colombia y Especialista en Gestión Pública de la Universidad de Los Andes.
Entre 2008 y 2009 fue Personero de Cúcuta y, desde allí, tuvo una lectura más amplia del conflicto armado: conoció de cerca el fenómeno del desplazamiento, trabajé por los derechos de la mujer rural y siempre impulsé la defensa de las víctimas de la violencia.
Después de aspirar a la Alcaldía de Cúcuta (2011), asumió la dirección de la Delegación de Asuntos Fiscales de Cooperación y Desarrollo, de la Gobernación de Norte de Santander donde tuvo una visión más integral de las problemáticas que afectan al departamento.
En el año 2014 fue elegido  Senador de la República con 85.414 votos. En 2018, fue electo nuevamente para ocupar el cargo con 69.515 votos. 
Desde el Congreso de la República de Colombia, ha sido artífice de proyectos de carácter económico, social, ambiental y fronterizo, entre otros, teniendo siempre como meta procurar el bienestar de Norte de Santander.
Es hermano del exsenador y exministro del Interior, Juan Fernando Cristo. 

## Acciones sobre migración
Luego del anuncio del presidente Iván Duque, sobre la aplicación del Estatuto de Protección Temporal para Migrantes, el senador Cristo planteó varios interrogantes sobre la forma en la que funcionará, principalmente en los departamentos fronterizos, que, según el congresista, son “los que reciben la primera oleada de migrantes”.
Una de las mayores preocupaciones del senador Cristo tiene que ver con los anuncios del Gobierno Nacional sobre inversiones anuales de 1.000 millones de dólares anuales en atención a migrantes, cuando actualmente se le adeudan $70.000 millones de pesos al hospital Erasmo Meoz de Cúcuta, además de los altos índices de informalidad (72%) y desempleo (20%) en la capital nortesantandereana.
Para el senador Andrés Cristo es necesario definir una política clara que actúe como mecanismo de control y vigilancia de frontera puesto que, al día de hoy, no se cuenta con una reglamentación suficiente que establezca una regulación de asuntos migratorios. 
Cristo radicó, junto a los también senadores Andrés Zuccardi y Édgar Díaz, un proyecto de Ley para la creación del marco legal para la Política Integral Migratoria (PIM), el cual surge de la urgencia de establecer lineamientos que permitan atender los fenómenos de migración hacia Colombia.

## Impulso al Bicentenario
Con la conmemoración de Bicentenario de la Constitución de Cúcuta (1821), impulsó la gestión de $18.000 millones que se aprobaron en el Congreso de la República para la construcción del Centro de Convenciones Bicentenario 2021 para impulsar la reactivación económica y el empleo formal en la región, en especial de Cúcuta, que ocupa el tercer lugar entre las ciudades con mayor desempleo del país.

## Defensa delPáramo de Santurbán
Para el senador Andrés Cristo, las actividades por minería en la zona podrían afectar considerablemente el ecosistema del páramo. Por esta razón, el parlamentario sentó su voz de protesta por la intervención en el principal patrimonio ambiental del oriente colombiano.
Durante el debate de Control Político en la Plenaria del Senado, Cristo recalcó que existe una interpretación errada de los beneficios planteados por el proyecto Minesa, debido a que no se dimensionan los costos económicos y las afectaciones sociales y culturales a las comunidades, producto del daño ambiental generado por la actividad de extracción.